# ベガルタチアリーダーズ
ベガルタチアリーダーズ（Vegalta Cheerleaders）は、日本プロサッカーリーグ（Jリーグ）に加盟するベガルタ仙台の公式チアリーディングチーム。

## 概要
2003年結成。2006年までは外部団体として活動していたが、2007年よりクラブ内の団体となる。ベガルタ仙台のホームゲームでの応援、行政及び地域団体・市民団体などへの協力、県内に於けるチアリーダー育成、イベント出演や各施設への慰問などによる市民との交流などの活動をしており、企業とのコラボレーションやスクールも運営している。結成20年目を迎えた2022年にはSEPTENI RAPTURESとコラボレーションした。

## スタッフ
プロデューサー
- 石河美奈

ディレクター
- RIO

## メンバー

### 主なメンバー
- 赤間有華 2014

### 歴代メンバー
2025年
| - Yui.A（5年目、キャプテン） - Rin（5年目、ヴァイスキャプテン） - Ayame（4年目、パフォーマンスリーダー） - Noa（3年目） | - Mako（3年目） - Mahiro（3年目） - Chisato（2年目） | - Maika（1年目） - Riko（1年目） - Yume（1年目） |

2024年
| - Yui.A（4年目、キャプテン） - Hanon（3年目、ヴァイスキャプテン） - Ayame（3年目、パフォーマンスリーダー） - Asahi（4年目） - Rin（4年目） | - Noa（2年目） - Mako（2年目） - Rina（2年目） - Mahiro（2年目） | - Koto（1年目） - Kana（1年目） - Usako（1年目） - Chisato（1年目） |

2023年
| - Yui.M（3年目、キャプテン） - Yuka（2年目、ヴァイスキャプテン） - Hanon（2年目、ヴァイスキャプテン） - Yui.A（3年目、パフォーマンスリーダー） - Ayame（2年目、パフォーマンスリーダー） - Anon（3年目） | - Aoi（3年目） - Asahi（3年目） - Rin（3年目） - Suzuka（2年目） - Airi（2年目） | - Noa（1年目） - Mako（1年目） - Rina（1年目） - Mahiro（1年目） - Chiharu（1年目） |

2022年
| - 髙橋紀乃（6年目、キャプテン） - Yui.M（2年目、ヴァイスキャプテン） - Yuu（4年目） - Mai（4年目） - Anon（2年目） - Aoi（2年目） - Asahi（2年目） | - Yui.A（2年目） - Ene（2年目） - Rin（2年目） - Ayaka（1年目） - Ayame（1年目） - Yuka（1年目） | - Shoko（1年目） - Suzuka（1年目） - Amane（1年目） - Hanon（1年目） - Airi（1年目） - Usako（1年目） |

2021年
| - 髙橋紀乃（5年目、キャプテン） - Yuu（3年目） - Mai（3年目） - Anon（1年目） | - Yui.A（1年目） - Ene（1年目） - Asahi（1年目） - Yui.M（1年目） | - Rin（1年目） - Aoi（1年目） - Mariya（1年目） |

2020年
| - 髙橋紀乃（4年目、キャプテン） - 和久瑞希（4年目） - 今泉由貴（3年目） | - Yuu（2年目） - Mai（2年目） | - Maika（1年目） - Kazane（1年目） |

2019年
| - 藤田綾（5年目、キャプテン） - 菅原由香（4年目、ヴァイスキャプテン） - 伊藤美可子（3年目、ヴァイスキャプテン） | - 髙橋紀乃（3年目） - 和久瑞希（3年目） - 安住花菜（2年目） | - 今泉由貴（2年目） - Yuu（1年目） - Mai（1年目） |

2018年
| - 八巻穂奈美（4年目、キャプテン） - 千葉明加（5年目） - 藤田綾（4年目） - 菅原由香（3年目） | - 相内優花（2年目） - 伊藤美可子（2年目） - 髙橋紀乃（2年目） - 和久瑞希（2年目） | - 安住花菜（1年目） - 今泉由貴（1年目） - 水坂風音（1年目） |

2017年
| - 千葉明加（4年目、キャプテン） - 八巻穂奈美（3年目、ヴァイスキャプテン） - 阿邊このみ（4年目） - 髙橋郁乃（3年目） - 藤田綾（3年目） - 菅原由香（2年目） | - 相内優花（1年目） - 伊藤美可子（1年目） - 大和田珠里（1年目） - 齊籐唯（1年目） - 佐藤樹（1年目） | - 高根唯（1年目） - 髙橋紀乃（1年目） - 星茉耶（1年目） - 結城菜那（1年目） - 和久瑞希（1年目） |

2016年
| - 千葉明加（3年目、キャプテン） - 相澤ひとみ（3年目、パフォーマンスリーダー） - 阿邊このみ（3年目） - 海谷友紀（3年目） | - 加藤詩乃（2年目） - 高橋郁乃（2年目） - 八巻穂奈美（2年目） | - 小國優花（1年目） - 菅原由香（1年目） - 村田まりあ（1年目） |

2015年
| - 川熊綾香（6年目、キャプテン） - 田代くるみ（6年目、ヴァイスキャプテン） - 高橋美晴（3年目、ヴァイスキャプテン） - 相澤ひとみ（2年目、ダンスリーダー） | - 小山田美帆（5年目） - 鈴木華子（4年目） - 阿邊このみ（2年目） - 海谷友紀（2年目） | - 杉村咲穂（2年目） - 高橋郁乃（1年目） - 三浦あおい（1年目） - 八巻穂奈美（1年目） |

2014年
| - 有働絵津子（2年目、キャプテン） - 高橋美晴（2年目、ヴァイスキャプテン） - 川熊綾香（5年目） - 田代くるみ（5年目） - 小山田美帆（4年目） | - 千葉明加（2年目） - 藤田綾（2年目） - 相澤ひとみ（1年目） - 赤間有華（1年目） - 阿邊このみ（1年目） | - 海谷友紀（1年目） - 江口奈々恵（1年目） - 加藤詩乃（1年目） - 菅原七海（1年目） - 杉村咲穂（1年目） |

2013年
| - 田代くるみ（4年目、キャプテン） - 高橋美晴（1年目、ヴァイスキャプテン） - 川熊綾香（4年目） - 針生ちなみ（4年目） | - 小山田美帆（3年目） - 酒井美奈（2年目） - 有働絵津子（1年目） - 芝田梨恵子（1年目） | - 千葉明加（1年目） - 藤田綾（1年目） - 山口さくら（1年目） |

2012年
| - 田代くるみ（3年目、キャプテン） - 高橋美幸（10年目） - 川熊綾香（3年目） | - 鈴木華子（3年目） - 針生ちなみ（3年目） - 小山田美帆（2年目） | - 酒井美奈（1年目） - 渡邉悠香（1年目） |

2011年
| - 針生ちなみ（2年目、キャプテン） - 内池由貴（2年目、ヴァイスキャプテン） - 高橋美幸（9年目） - 佐竹木綿子（6年目） | - 三上久美子（3年目） - 川熊綾香（2年目） - 鈴木華子（2年目） - 田代くるみ（2年目） | - 遠山瑞姫（2年目） - 芳賀実由（2年目） - 小山田美帆（1年目） - 佐藤かや（1年目） |

2010年
| - 佐竹木綿子（5年目、キャプテン） - 鈴木華子（1年目、ヴァイスキャプテン） - 高橋美幸（8年目） - 大内裕美（4年目） | - 川熊綾香（1年目） - 佐野絵美（1年目） - 田代くるみ（1年目） - 遠山瑞姫（1年目） | - 芳賀実由（1年目） - 針生ちなみ（1年目） - 松浦君枝（1年目） |

2009年
| - 佐竹木綿子（4年目、キャプテン） - 佐藤栞（1年目、ヴァイスキャプテン） - 高橋美幸（7年目） | - 鈴木瞳（6年目） - 須藤由佳子（5年目） - 大内裕美（3年目） | - 菅原麻美（1年目） - 吉野春香（1年目） - 渡辺由美（1年目） |

2008年
| - 大内裕美（2年目、キャプテン） - 高橋美幸（6年目、ヴァイスキャプテン） - 須藤由佳子（4年目） | - 新井麗歌（1年目） - 梅沢早子（1年目） - 熊谷惟（1年目） | - 千葉麻弥（1年目） - 井筒恵理子（1年目） |

2007年
| - 二瓶瞳（5年目、キャプテン） - 高橋美幸（5年目） - 須藤由佳子（3年目） - 伊東美紀（2年目） | - 三上久美子（2年目） - 守田夏菜（2年目） - 内池由貴（1年目） | - 大内裕美（1年目） - 舘股千枝（1年目） - 村上明見（1年目） |

2006年
| - 二瓶瞳（4年目、キャプテン） - 蜂谷佳子（2年目、ヴァイスキャプテン） - 高橋美幸（4年目） - 堀真希子（4年目） | - 須藤由佳子（2年目） - 伊東美紀（1年目） - 下山絢也子（1年目） | - 三上久美子（1年目） - 三井幸子（1年目） - 守田夏菜（1年目） |

2005年
| - 二瓶瞳（3年目、キャプテン） - 佐竹木綿子（3年目） | - 高橋美幸（3年目） - 堀真希子（3年目） | - 須藤由佳子（1年目） - 蜂谷佳子（1年目） |

2004年
| - 二瓶瞳（2年目、キャプテン） - 佐竹木綿子（2年目） | - 高橋美幸（2年目） | - 堀真希子（2年目） |

2003年
| - 二瓶瞳（1年目、キャプテン） - 大谷好美（1年目） - 片山広子（1年目） | - 佐竹木綿子（1年目） - 佐藤知子（1年目） - 鈴木夢佳（1年目） | - 高橋美幸（1年目） - 堀真希子（1年目） - 本郷珠美（1年目） |